# Scorching Beauty
Albums de Iron Butterfly
Metamorphosis
(1970) Sun and Steel
(1975)
Scorching Beauty est le cinquième album studio du groupe de rock américain Iron Butterfly. Il est sorti en 1975 sur le label MCA Records.
Séparé depuis 1971, le groupe se reforme autour du guitariste Erik Braunn, qui assure le chant sur la plupart des titres, et du batteur Ron Bushy.

## Fiche technique

### Titres
| 1. | 1975 Overture          | Erik Braunn, Ron Bushy, Philip Taylor Kramer, Howard Reitzes | 4:19 |
| 2. | Hard Miseree           | Erik Braunn                                                  | 3:42 |
| 3. | High on a Mountain Top | Philip Taylor Kramer                                         | 4:01 |
| 4. | Am I Down              | Erik Braunn                                                  | 5:22 |

| 5. | People of the World | Erik Braunn                 | 3:23 |
| 6. | Searchin' Circles   | Erik Braunn                 | 4:38 |
| 7. | Pearly Gates        | Jon Anderson, Ron Bushy     | 3:25 |
| 8. | Lonely Hearts       | Erik Braunn                 | 3:14 |
| 9. | Before You Go       | Erik Braunn, Howard Reitzes | 5:34 |

### Musiciens
- Erik Braunn : chant, guitare
- Philip Taylor Kramer : basse, chant sur High on a Mountain Top et Pearly Gates
- Howard Reitzes : claviers, chant sur Before You Go
- Ron Bushy : batterie

### Équipe de production
- Denny Randell (en) : production
- Kerry McNabb : ingénieur du son
- Pacific Eye & Ear : conception de la pochette
- Drew Struzan : illustration
- Bret Lopez : photographie